# Peregrinación de Arbain
La Peregrinación de Arbain es la reunión pública más grande del mundo que se celebra cada año en Kerbala, Irak, al final del período de luto de 40 días después del Ashura, el ritual religioso para la conmemoración del martirio del nieto del profeta Mahoma y el tercer Iman chií, Husáin ibn Ali en el 680. Anticipando al Arbain, o el cuadragésimo día del martirio, los peregrinos viajan a Kerbala a pie, donde Husáin y sus compañeros fueron martirizados y decapitados en la batalla de Kerbala por el ejército del califa omeya Yazid I.
El número de participantes en la peregrinación anual alcanzó los 30 millones o más en 2016.  En las rutas de la peregrinación, la comida, el alojamiento y otros servicios son proporcionados de forma gratuita por voluntarios. Se cree que Husáin trasciende todas las fronteras culturales y es un símbolo de la libertad y compasión universal.
Algunos de los peregrinos viajan desde ciudades hasta Basora, a unos 500 kilómetros por carretera. El ritual ha sido descrito como «un despliegue abrumadoramente poderoso de la creencia y solidaridad del chiismo». Irak y los chiitas, sin embargo, han criticado a los principales medios de comunicación por ignorar el evento.

## Historia
Jabir ibn Abdullah al-Ansari fue el primer peregrino de Husáin ibn Ali en el Arbain del año 680. Sayyed Ibn Tawous explica: 

De retorno a Siria, cuando las mujeres y los niños del Imam al-Hussein llegaron a Irak, le pidieron al guía de la caravana que los llevara a Kerbala. Cuando llegaron al lugar del martirio de Imam al-Husáin y sus compañeros, vieron a Jabir Ibn Abdullah Al-Ansari y un grupo de Bani Hashim así como a un miembro de la familia del mensajero de Dios, que habían ido a visitar la tumba de Imam al-Husáin. Llegaron allí, todos al mismo tiempo. Con lágrimas en los ojos, muy tristes y afligidos, organizaron la ceremonia de luto por el Imam Husáin. Las mujeres de esta región también se unieron a ellos. Así se organizaron unos días de duelo en un ambiente lleno de dolor y emoción.

Según las narraciones, la costumbre de realizar la peregrinación a pie se olvidó durante un período posterior a Morteza Ansari y fue revivida por Mirza Husain Noori Tabarsi en un Eid al-Adha que repitió esta acción cada año realizando la última en 1901. Algunos otros estudiosos y Marya Taqlid se mantuvieron de la misma manera en Arbain hasta la época de Sadam Huseín, durante la cual se prohibió la peregrinación, aunque un pequeño número de personas solían realizarla en secreto. Fue revivido justo después del derrocamiento de Saddam en 2003, y el número de participantes creció año tras año llegando a 20 millones de peregrinos en 2016.

## Características

Mapa mundial de las mayores migraciones humanas por CMG Lee.

«Las ciudades, pueblos y aldeas chiitas de todo Irak se vacían» durante los 20 días del peregrinaje «a medida que su gente toma las carreteras en un movimiento de masas bien organizado y protegido que no se ve en ningún otro lugar del mundo».  El año 2014, más de 19 millones de personas de 40 países del mundo participaron en esa ocasión, convirtiéndose en la segunda reunión más grande del mundo. La cifra alcanzó los 22 millones de peregrinos en 2015, según los medios estatales iraquíes. Para el 2016, según la Fundación al-Khoei, casi 22 millones de peregrinos se reunieron en Irak, 10 por ciento más que en el 2014. Aunque elevento hindú Kumbhamela es mayor en población, únicamente se lleva a cabo cada doce años y, por lo tanto, la peregrinación de Arbain es la reunión más grande que se celebra anualmente.

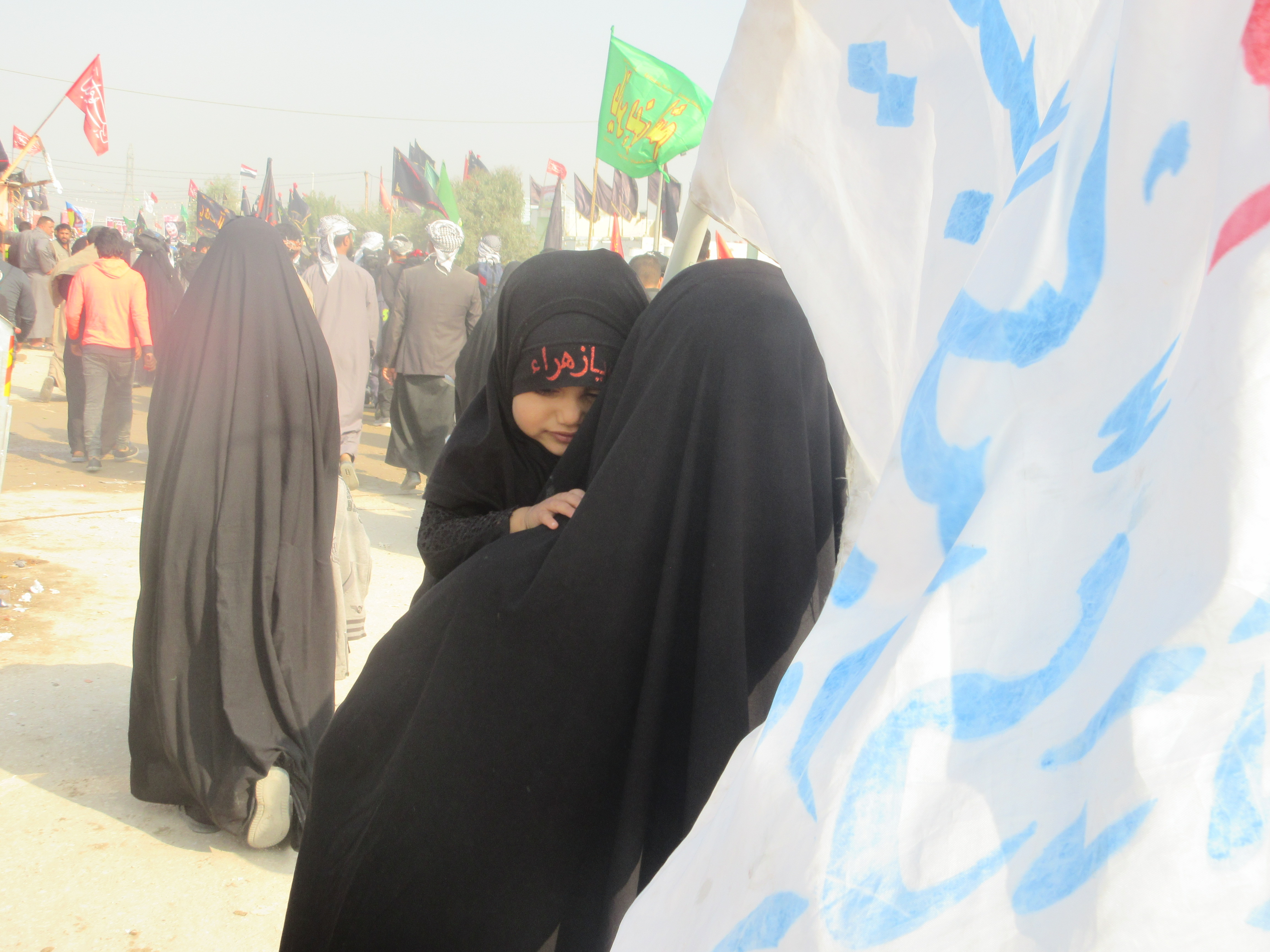
Una niñita participando, en la peregrinaciónl Arbain de 2015,con su madre.

La peregrinación está marcada por largas caminatas desde Najaf o Basora hasta Kerbala. En la marcha,  participan personas de diferentes ámbitos sociales, etnias y sectas, que incluyen a niños pequeños en cochecitos de niños y ancianos empujados en silla  de ruedas.  Algunos sunitas, cristianos, yazidis y personas de otras religiones también participan en la ocasión.
Se cree que Husáin ibn Ali, el santo musulmán para quien se realiza la peregrinación, trasciende todas las fronteras culturales y es un símbolo de la libertad y compasión universal. El estado de ánimo de la peregrinación también se ha descrito como «uno de intensa piedad y solidaridad comunitaria».

### Ziyarat Arbain
El Ziyarat Arbain es una súplica que normalmente se lee en Kerbala en el día de Arbain, se usa directa o indirectamente para expresar el luto a los imanes.
Hay una narración del sexto Iman de los chiitas, Ya`far as-Sadiq y él enseñó este Ziyarat a Safvvan —compañero del Imam Sadiq—. Safvvan narró de parte de Ya`far as-Sadiq: «lee Ziyarat Arbain —el texto— en el día Arbain en la tarde de este día». Este es un texto famoso que los chiitas lo leen en el día de Arbain, por la cual el creyente debe reafirmar su compromiso con los ideales de Husáin.
El Ziyarat o la oración es un texto que designa a Husáin ibn Ali como el «heredero» de Adán, Noé, Abraham, Moisés y Mahoma:

¡La paz sea con el favorito de Alá, la paz con el amado amigo de Alá, su distinguido héroe! ¡La paz sea el confidente más selecto de Alá, sinceramente unido como su padre! La paz sea con Husáin, quien dio su vida en el camino de Alá, un mártir, sufrió innumerables dificultades. La paz sea en el rehén rodeado por el círculo de dolor y pena, muerto por una horda de salvajes.
 Se encontró con peligros mortales, actuó de manera justa y equitativa, hizo uso de todo lo que le pertenecía para prestar atención sincera a fin de dar consejos sinceros, se esforzó, hizo todos los esfuerzos y puso su corazón, mente, alma y vida a disposición de su misión para liberar a la gente del yugo de la ignorancia y del mal de la perplejidad, pero un malhechor, engañado con vacías esperanzas de ganancias mundanas sin valor y sin valor, lo presionó mucho, y vendió su parte (felicidad eterna) por el trato más malo y más bajo, traicionó su "día del juicio" por un regreso vulgar, se enorgulleció de su insolencia, cayó en el pozo de estupideces, provocó la ira de Ti y de tu Profeta, hizo como la dura discordante, el hipócrita, los pesados portadores del pecado, condenado al Infierno, le aconsejó, sin embargo, él (el Santo Señor), constantemente, Los enfrentó con justicia y justicia, hasta que, en tu obediencia, dio su vida, después de lo cual su familia quedó a la deriva.

### Servicios gratuitos
Durante la peregrinación «hay abundantes suministros de alimentos, clínicas pequeñas e incluso dentistas disponibles para peregrinos y todos trabajan gratis. El cuidado de los peregrinos se considera un deber religioso». A lo largo de los caminos a Kerbala, se diseñan muchos mawakibs (tiendas de campaña) con el objetivo de proporcionar «alojamiento, alimentos y bebidas y servicios médicos», y prácticamente cualquier otra cosa que los peregrinos necesiten de forma gratuita. También hay estaciones de lustrado de zapatos cada pocos metros donde los voluntarios besan los pies de los peregrinos en señal de respeto antes de que sus zapatos se lustren de forma gratuita. Esto se debe a que se cree que servir a los peregrinos de Hussain atrae bendiciones divinas.

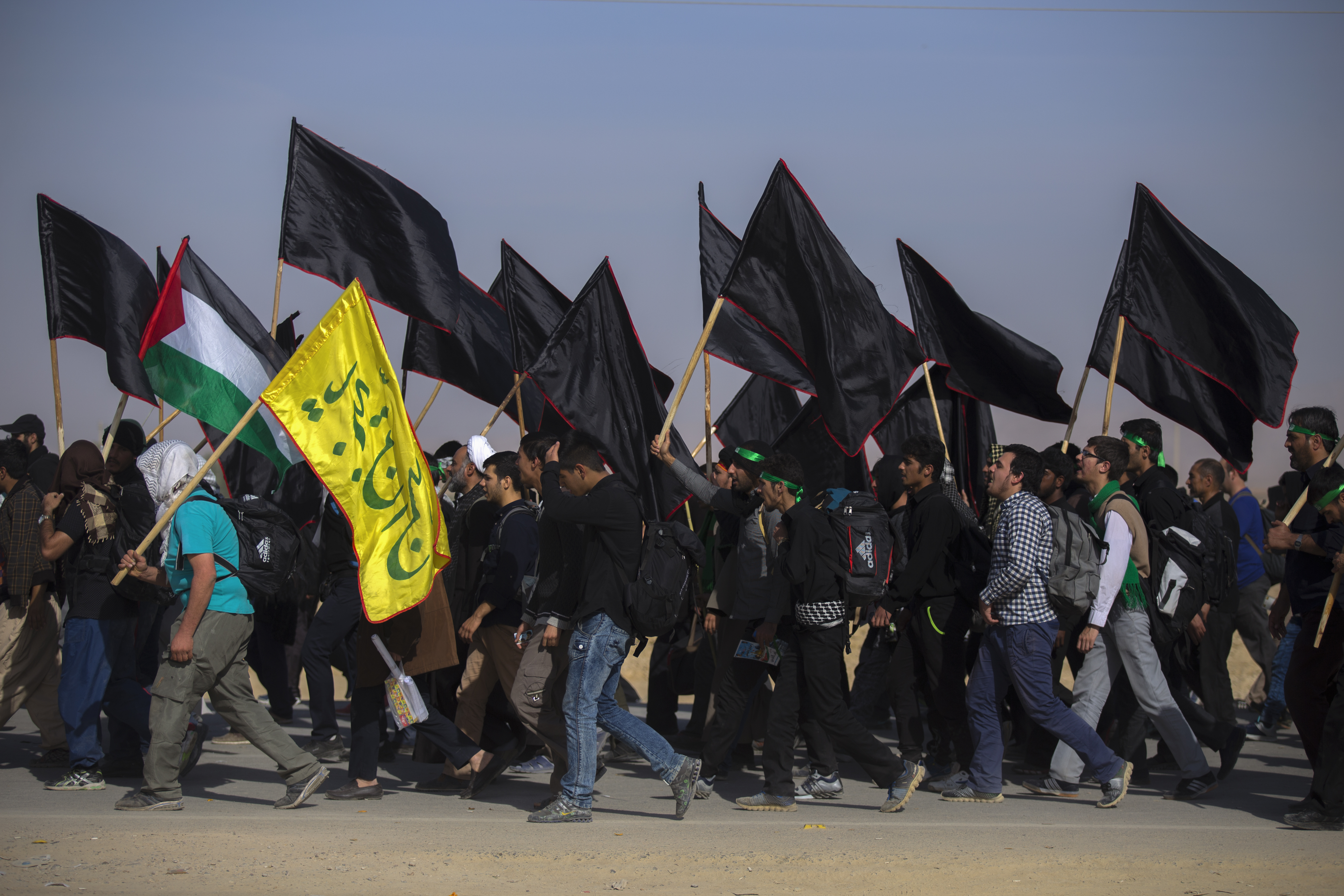
Peregrinos con diferentes banderas, aunque prevalece la negra de luto.

Los peregrinos llevan banderas de diferentes colores, pero la bandera negra de luto para el Imam Husáin es, con mucho, la más común. También decoran «edificios permanentes de ladrillo y carpas temporales que se utilizan para rezar, comer y dormir a lo largo de las tres rutas principales que conducen a Kerbala». Siete mil de tales mawakeb se establecieron en la ciudad de Kerbala en 2014. Además de los mawakibs iraquíes, que no están oficialmente organizados, hay algunos iraníes que son menos «específicos» pero los peregrinos son de varias regiones.
Ali Moamen, académico y exdirector del canal de televisión satelital Al Najaf, dijo:

Lo interesante de esta multitud humana es que todos los segmentos de la sociedad participan en ella. A pesar de su carácter religioso, las personas no religiosas también participan en él, junto con los analfabetos y titulares de altos grados académicos, y la gente común y los líderes del país.

Según Sayed Mahdi al-Modarresi, escribió para The Huffington Post: 

Arbain debe aparecer en el Libro Guinness de los Récords Mundiales en varias categorías. La mayor reunión anual, la mesa de comedor continua más larga, el mayor número de personas alimentadas de forma gratuita, el mayor grupo de voluntarios que prestan servicios en un único evento, todo ello bajo la inminente amenaza de los atentados suicidas con bombas.

### Comparación con Hach
La peregrinación de Arbain no es obligatoria en comparación con el Hach o peregrinación a La Meca que es obligatorio para quienes pueden pagarlo. Pero la estricta regulación del Hach por parte de los saudíes ha elevado los costos y la ha privado de la espontaneidad que se ve en Arbain, lo que hace de esta última una alternativa para los musulmanes que no pueden pagar el Hach. Arbain atrae más peregrinos que Hach.

## Seguridad
Los peregrinos enfrentan peligros tales como «ataques que han sido atribuidos a extremistas sunitas, que han atacado rutinariamente a los peregrinos» utilizando coches bomba o cohetes. La peregrinación se realiza bajo «seguridad estricta» custodiada por decenas de miles de policías y soldados iraquíes respaldados por vehículos blindados y helicópteros militares para proteger a los peregrinos. Los asesores iraníes también ayudan a proteger a los visitantes a través de una sala de operaciones conjunta. El 20 de noviembre de 2015, un importante bombardeo en una Hussainía —una sala de congregación para chiitas— de actos en Bagdad de Irak, fue frustrado por la policía iraquí, donde las fuerzas de seguridad se apoderaron de 18 muñecas —trampa cazabobos—; rellenas de bombas, estaban destinadas a dispersarse en las carreteras que conducen a Kerbala durante el Arbain.

## Dimensiones políticas

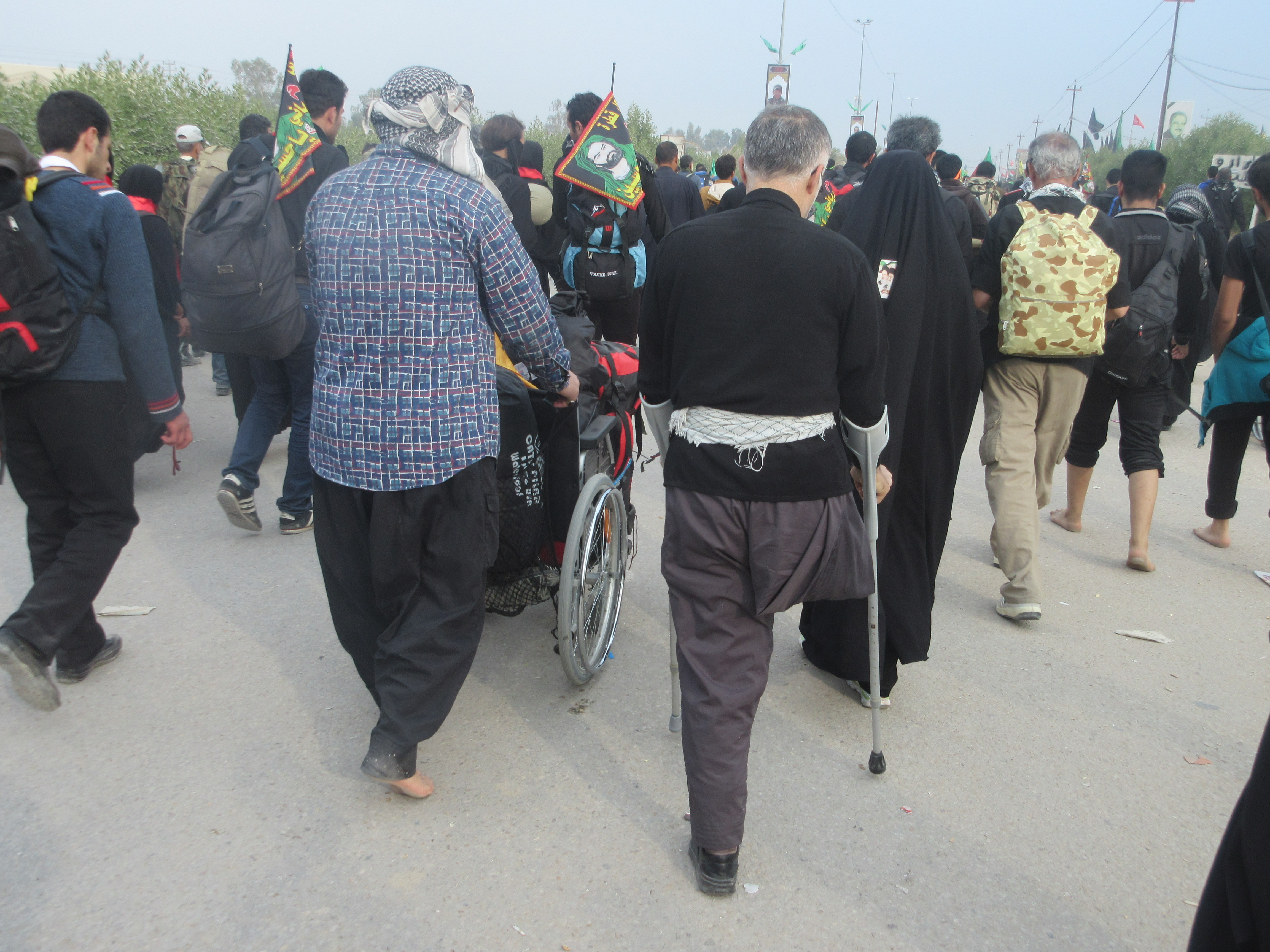
Hombres discapacitados que participan en el peregrinaje de Arbain, yendo de Najaf a Karbala a pie.

El ritual ya no se considera una ceremonia puramente cultural, mientras que ISIL, el grupo que considera a los chiitas como apóstatas, lanzó una amplia ofensiva en Irak, y por lo tanto, la presencia de una población tan numerosa de chiitas tiene una importancia política.
Según el escrito de Ali Mamouri en Al-Monitor, la peregrinación se convirtió en «una demostración de fuerza contra los hostiles al surgimiento del chiismo en la región». Tras la caída de Mosul frente al ISIL, «y las matanzas posteriores de soldados y civiles chiitas», la reunión tomó una forma política por primera vez para los chiitas, quienes utilizan los rituales de luto como una forma de condenar la injusticia y expresar su poder social.  «La segunda señal del cambio político de Arbain fue el mensaje regional transmitido por el chiismo a sus oponentes: la Media luna chiita», agregó Mamouri. Como tercer signo, señaló «un mensaje intercambiado entre fuerzas regionales» y «presencia iraní sin precedentes» que ha llevado a «un sentimiento de solidaridad entre los chiitas árabes y no árabes».
Se realizan encuestas para estudiar a los musulmanes chiitas a través de «instrumentos de encuesta tradicionales y métodos experimentales». La encuesta incluyó temas como «religión y política, democracia, derechos de las mujeres, conflicto regional y el acuerdo nuclear de Irán». Se emplearon métodos experimentales para investigar las «perspectivas latentes» de los peregrinos hacia «temas delicados», incluido el «programa nuclear de Irán y las actitudes hacia Occidente, China y Rusia».

## En los medios

### Críticas de silencio
Los medios, funcionarios, figuras religiosas y ciudadanos iraníes han criticado a los medios occidentales por ignorar la peregrinación a pesar de su gran escala y su importancia geopolítica y cultural. A pesar de ser incluso más grande que el Hach, la peregrinación musulmana más importante a La Meca, la peregrinación de Arbain sigue siendo en gran parte desconocida para el mundo.

### Falso informe deAsharq al-Awsat
En el 2016, Asharq al-Awsat, un periódico con sede en Londres, emitió un informe sobre la peregrinación de Arbain que resultó ser falso, según la Agencia France-Presse. El documento «de propiedad saudí» dijo que, según el informe de la Organización Mundial de la Salud, se observaron «embarazos no planificados y [...] enfermedades» tras la llegada de decenas de iraníes no regulados a participar en la peregrinación anual chiita a Kerbala. Según el artículo, 169 mujeres solteras habían quedado embarazadas de los peregrinos iraníes.
La agencia de salud de la Organización de las Naciones Unidas 
rechazó el reclamo de emisión de tal informe por parte de la OMS. La OMS «criticó» las acusaciones de Asharq al-Awsat y condenó el hecho de mencionar su nombre en lo que denominó una noticia "infundada". Según Rana Sidani, portavoz de la OMS, la organización se mostró «sorprendida» por el informe de Asharq al-Awsat. En una entrevista televisiva, dijo que estaban «consultando con el ministerio de salud iraquí sobre una posible acción legal contra el periódico». Haider al-Abadi , primer ministro iraquí, y «varias otras figuras chiitas importantes» condenaron al informe de Asharq al-Awsat y exigió una «disculpa».

## En otros países
Además de Irak, la peregrinación se realiza anualmente en países como el Reino Unido, Estados Unidos y Nigeria.

### Reino Unido
El "Husaini Islamic Trust UK" organiza la procesión en el Reino Unido, donde miles de personas participan y los organizadores decidieron condenar el terrorismo tras los recientes ataques de ISIS en París en 2015. El organizador,  Waqar Haider, dijo que la procesión no logró ganar cobertura por los principales medios de comunicación debido a los «estereotipos». «Creo que es por los estereotipos. La gente ve a toda la comunidad musulmana como una sola comunidad», dijo.

### Nigeria
Los musulmanes chiitas en el oeste de África no pueden ir a Kerbala porque está muy lejos para ellos. Entonces, los peregrinos de Nigeria, Ghana, Chad, Camerún, Benín y Togo se dirigen hacia Zaria en el estado de Kaduna, al norte de Nigeria, para ser dirigidos por el clérigo chiita Ibrahim Zakzaky.

#### Represión policial
El 5 de octubre de 2017, el viaje anual de Arbain realizado por el Movimiento Islámico de Nigeria, fue atacado por la policía de Kano y causó la muerte de un líder religioso y lesiones a docenas de participantes. La policía nigeriana también había atacado y asesinado brutalmente a cientos de miembros de la comunidad en la masacre chiita de Zaria de 2015.

## Observación de eruditos
En referencia a la peregrinación Arbain de 2017, el jefe de los seminarios islámicos de Irán, el Ayatolá Alireza Arafi, dijo que «la peregrinación Arbain se ha convertido realmente en una manifestación de unidad y hermandad dentro de la comunidad musulmana, tanto que incluso los seguidores de otras religiones se habían acercado a ella y asistían a la ceremonia junto a Shia. Musulmanes».

## Galería

Peregrinación de Arbain, Najaf-Kerbala
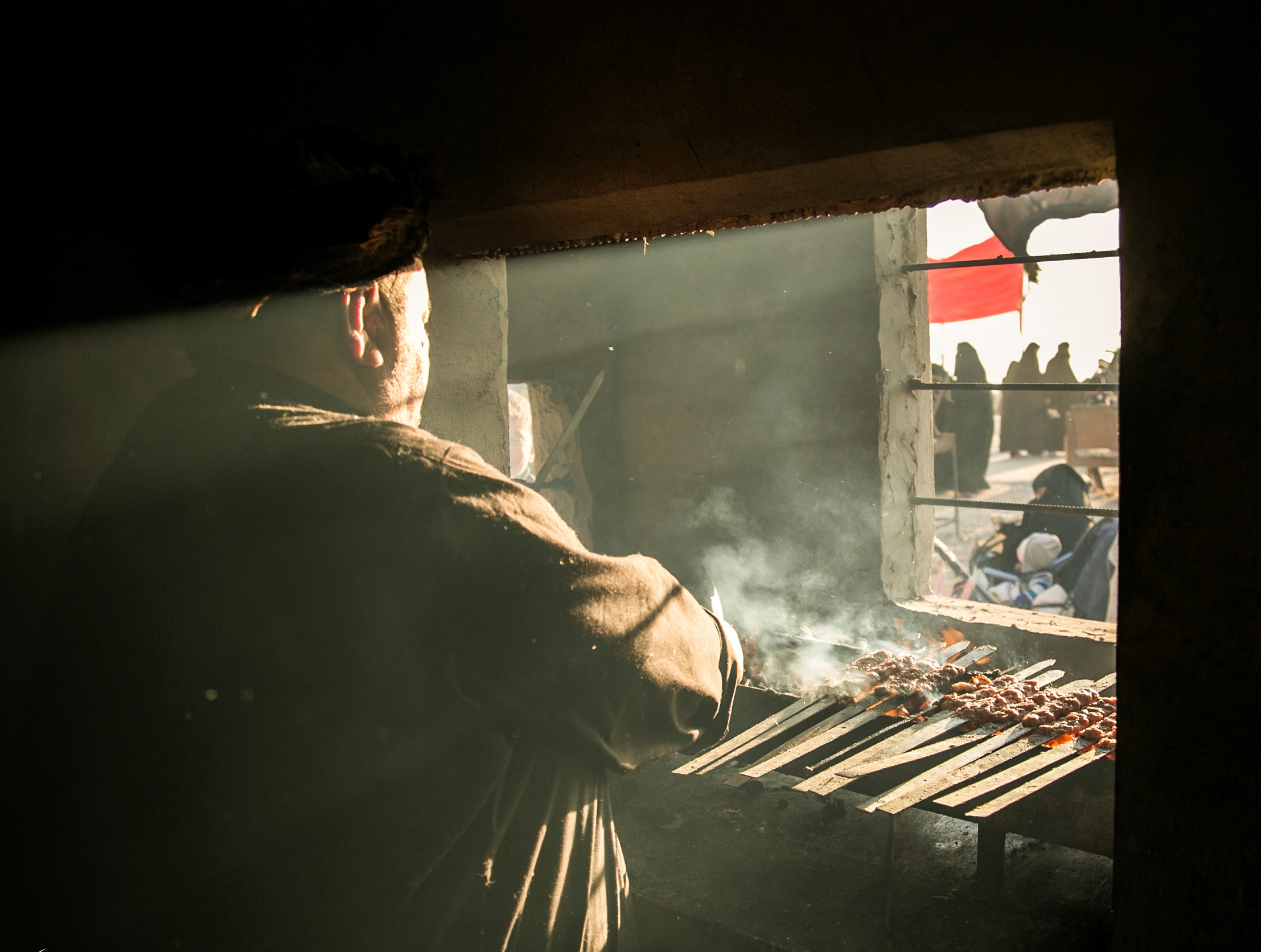
Un hombre cocinando una barbacoa para los peregrinos.
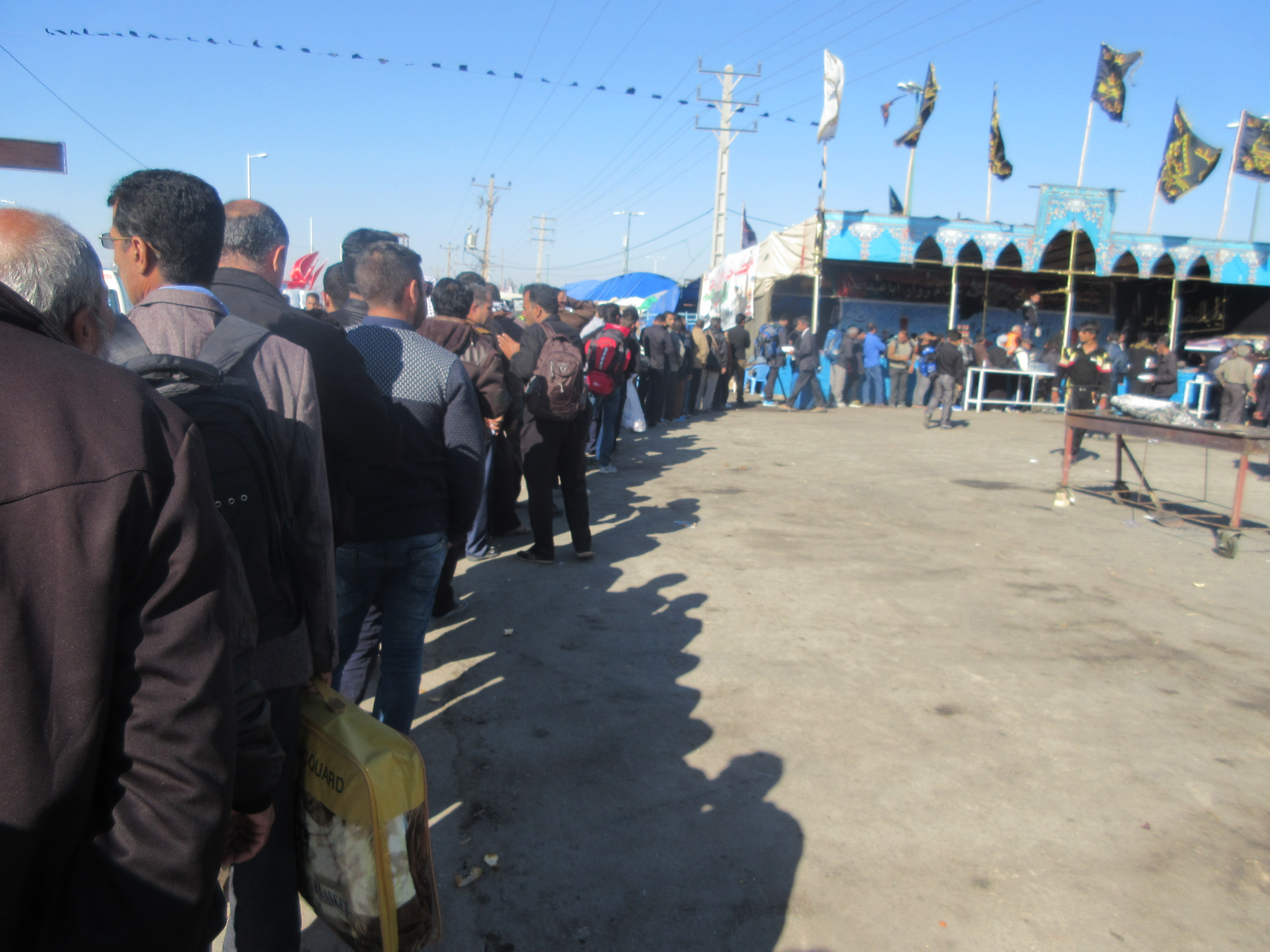
Peregrinos de Arbain que esperan recibir comida gratis de los mawkibs.
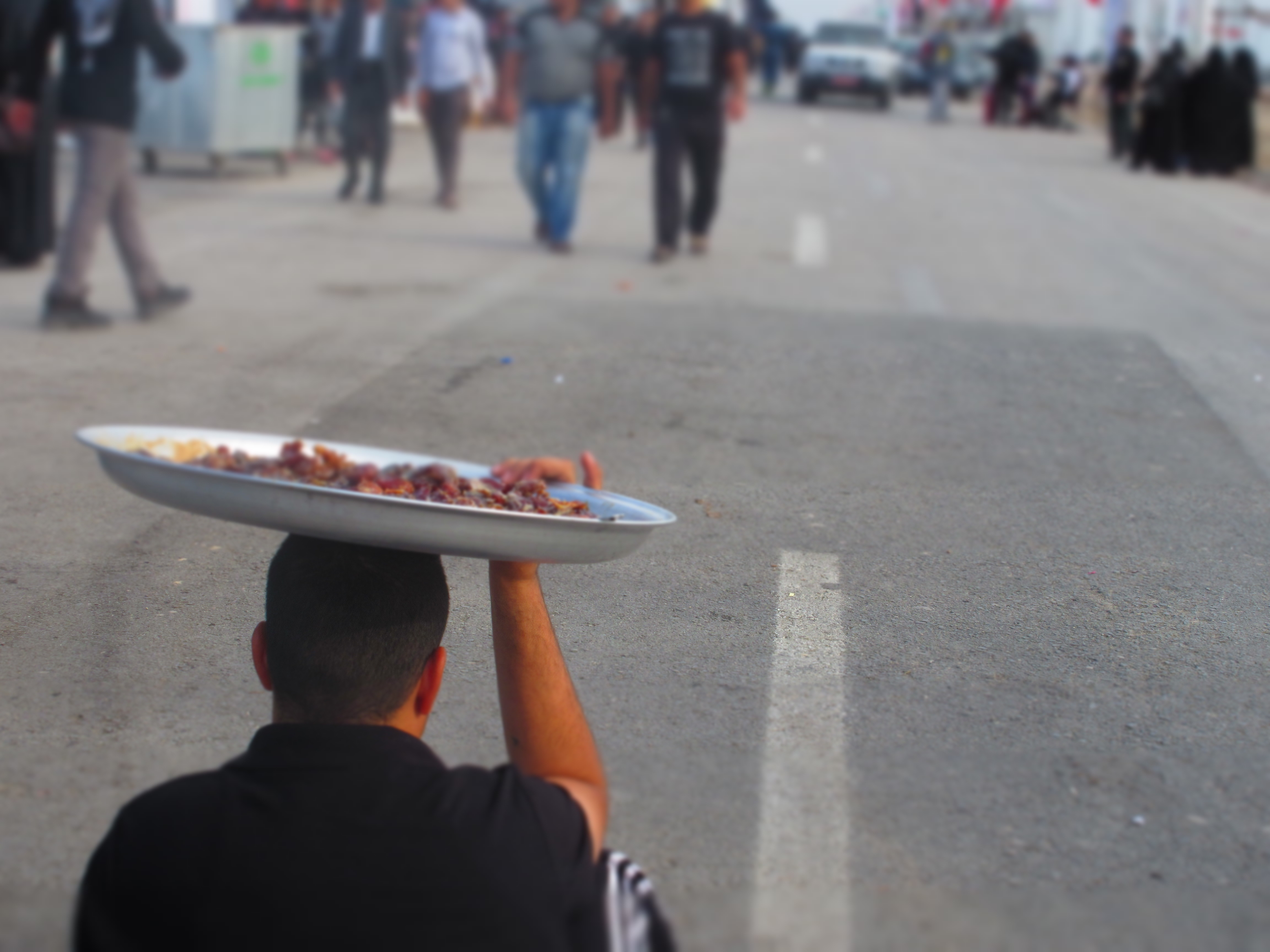
Un hombre con un plato lleno de dátiles, esperando a que los peregrinos de Arbain pasen a por ellos.
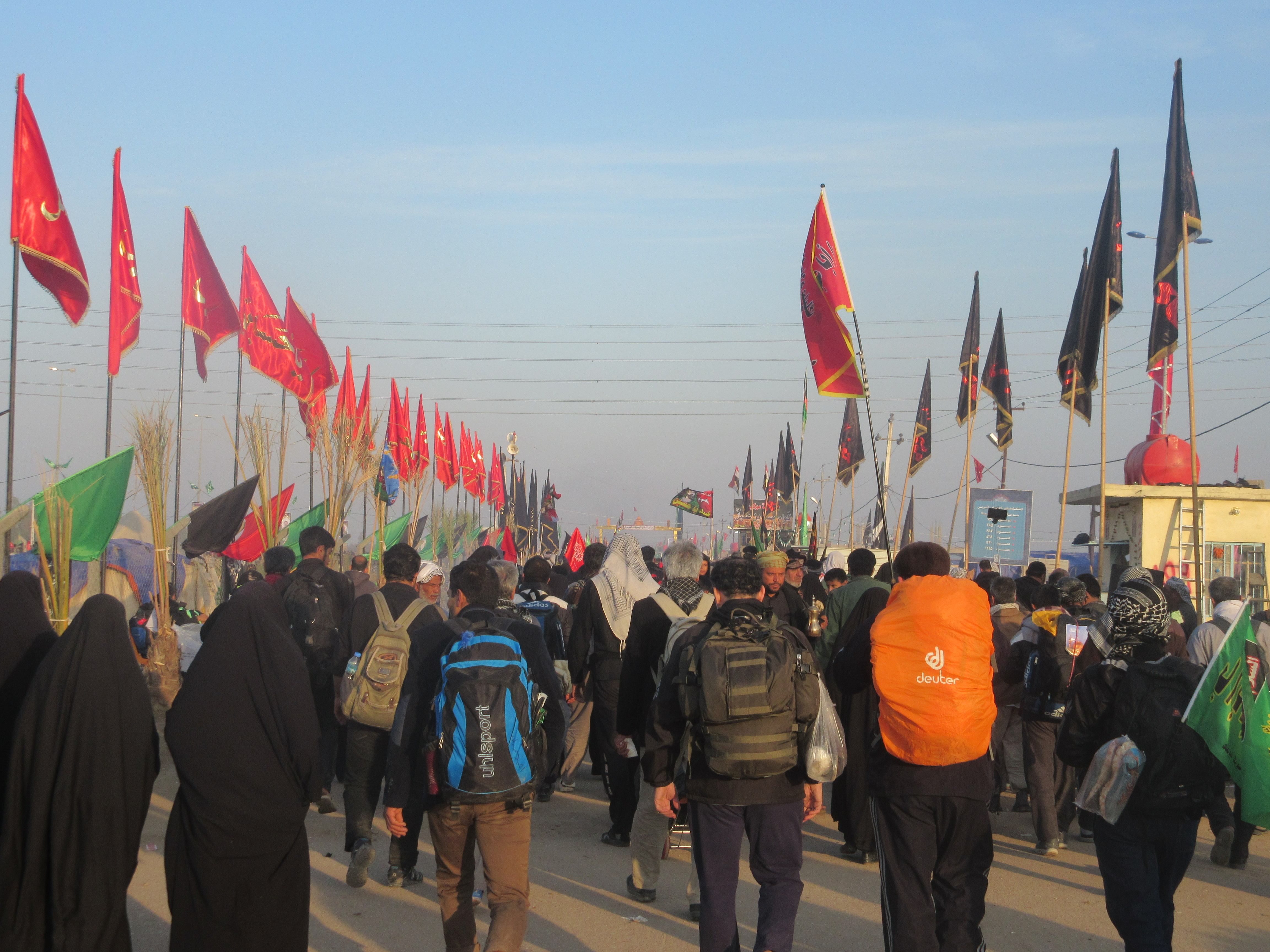
Peregrinación Arbain 2015
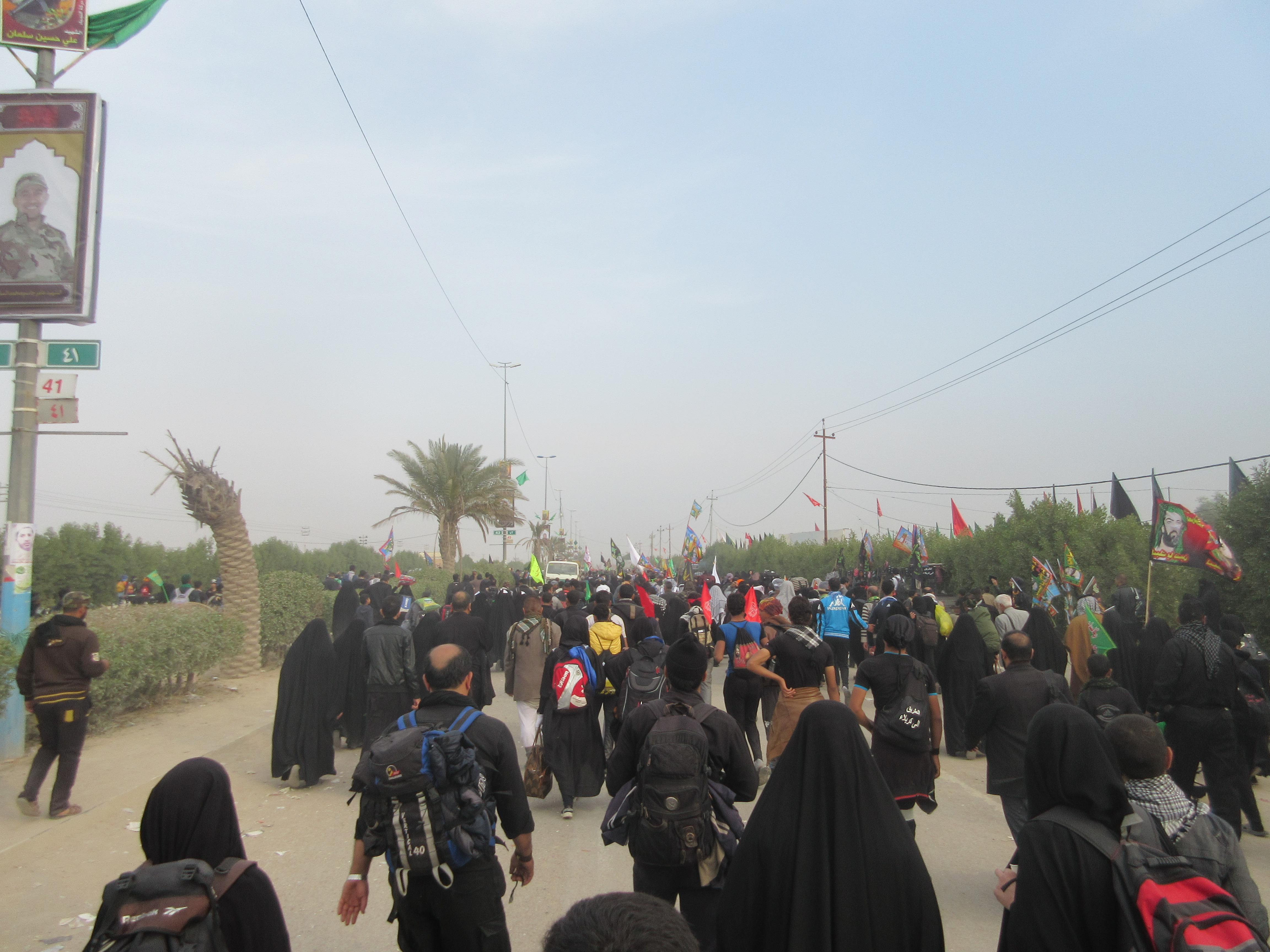
Peregrinación Arbain 2015